# スラッシュ (アルバム)
『スラッシュ』（SLASH）は、スラッシュ初のソロ・アルバム。

## 概要
- 自身初のソロ・アルバムは、スラッシュからのラヴ・コールを受けたミュージシャンが多数参加、「全てを発信して作った初めてのアルバム」とのこと。
- 2007年から、このようなゲスト・アーティストを迎えたソロ・アルバムを制作する計画を立てていたという。ちなみに、当初のタイトルは『Slash&Friends』であった。始まりは、「バンド以外の活動を希望したことからであり、そこから様々なアーティストと仕事ができたら楽しいだろう」という考えが浮かび、早速作曲とデモ作りの作業に取り掛かった。1年間の大半を作曲とデモ作りにあて、完成後、曲ごとに合ったヴォーカリストを元に参加ミュージシャンを自ら決めていったという。デモを送った際は、どの曲もアレンジなどが未完成だったという。また、参加ミュージシャンには、届けられた曲の歌詞とメロディー、さらには曲を編集･変更する権限が与えられた。
- 結果的に、自身が望んだ人はほぼ全員参加してくれたと語っているが、スケジュールの都合上、断ったアーティストもいたという（名前は挙げていない）。
- 現在では稀なアナログテープで制作された。
- 海外盤のボーナストラックには、スティーブン・アドラーも参加しており、アクセル・ローズを除いたガンズ・アンド・ローゼズのオリジナル・メンバーが全員レコーディングに参加したことになった。
- なお、日本盤のみDVDが付いたデラックス・エディション盤も通常盤と共にリリースされた。

## 収録曲
1. ゴースト feat. イアン・アストベリー（ザ・カルト） / Ghosts (Ian Astbury)
2. クルシファイ・ザ・デッド feat. オジー・オズボーン / Crucify the Dead (Ozzy)
3. ビューティフル・デンジャラス feat. ファーギー（ブラック・アイド・ピーズ） / Beautiful Dangerous (Fergie)
4. バック・フロム・キャリ feat. マイルス・ケネディ / Back from Cali (feat. Myles Kennedy)
5. プロミス feat. クリス・コーネル / Promise (Chris Cornell)
6. バイ・ザ・スウォードfeat. アンドリュー・ストックデイル（ウルフマザー） / By the Sword (Andrew Stockdale)
7. ゴッテン feat. アダム・レヴィーン（マルーン5） / Gotten (Adam Levine)
8. ドクター・アリバイfeat. レミー（モーターヘッド） / Doctor Alibi (Lemmy)
9. ウォッチ・ディス feat.デイヴ・グロール／ダフ・マッケイガン / Watch This (Dave Grohl/Duff McKagan)
10. アイ・ホールド・オン feat. キッド・ロック / I Hold on (Kid Rock)
11. ナッシング・トゥ・セイ feat. M.シャドウズ（アヴェンジド・セヴンフォールド） / Nothing to Say (M Shadows)
12. スターライト feat.マイルス・ケネディ / Starlight (Myles Kennedy)
13. セイント feat. ロッコ・デルーカ / Saint (Rocco De Lucca)
14. ウィー・アー・オール・ゴナ・ダイfeat. イギー・ポップ / We're All Gonna Die (Iggy Pop)
15. SAHARA feat. 稲葉浩志 / SAHARA (Koshi Inaba) 日本盤ボーナス・トラック

## 演奏メンバー
- プロデューシング･パートナー：エリック･バレンタイン
- ベーシスト：クリス･チェイニー
- ドラム：ジョシュ･フリース